# Abbasso le donne
Abbasso le donne (Dames) è un film del 1934 diretto da Ray Enright. I numeri musicali sono creati e diretti da Busby Berkeley.

## Trama
L'eccentrico Ezra Ounce, prima di lasciare il suo denaro al cugino Horace e alla sua famiglia composta dalla moglie Mathilda e dalla figlia Barbara, vuole controllare la moralità degli eredi. Ma i parametri di Ezra sono troppo rigidi: Barbara, ad esempio, è innamorata di Jimmy Higgens, un aspirante attore anche lui appartenente alla famiglia Ounce, ma ritenuto da Ezra una pecora nera. Horace, dal canto suo, benché innocente, viene ricattato da Mabel Anderson che, sul treno, ha dormito nel suo stesso scompartimento. L'uomo, per non perdere i milioni di Ezra, paga la ricattatrice che, con quei soldi, finanzia un sontuoso musical a cui partecipano sia Jimmy che Barbara. Intanto, Ezra ha istituito la Fondazione Ounce il cui scopo è moralizzare l'America. A Broadway, vuole interrompere lo spettacolo, ritenuto indecente: quando agiterà il fazzoletto, i suoi accoliti dovranno intervenire.
Il ritardo di Barbara sta per far saltare uno dei numeri dello show ma la ragazza viene sostituita in scena da Mabel. Ezra, Orazio e Mathilda si mettono a bere un elisir salutista, finendo con l'ubriacarsi. Quando poi Barbara arriva e si mette a cantare, saluta Ezra dal palcoscenico che risponde agitando il fazzoletto, provocando così la reazione dei teppisti che credono sia il segnale convenuto per cominciare la gazzarra. All'arrivo della polizia, tranne Matilda che va a finire in guardina, tutti gli altri sono felicemente brilli, ubriachi d'elisir.

## Produzione
Il film fu prodotto dalla Warner Bros. Le riprese iniziarono il 28 marzo 1934; Busby Berkeley completò le sue scene il 3 luglio dopo che Ray Enright aveva già finito le sue a metà aprile.

## Distribuzione
Il copyright del film, richiesto dalla Warner Bros. Pictures, Inc., fu registrato il 30 ottobre 1934 con il numero LP4987.
Distribuito da The Vitaphone Corporation (Warner Bros.) con il titolo originale Dames, il film uscì nelle sale cinematografiche USA il 1º settembre 1934 dopo essere stato presentato in prima il 16 agosto. Nel Regno Unito, la prima si tenne a Londra il 5 settembre 1934; la Warner Bros. lo distribuì sul mercato britannico l'anno seguente, il 18 febbraio.

## Galleria d'immagini

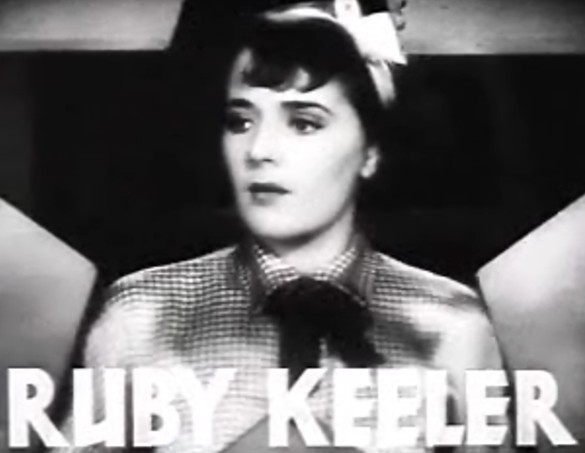
Ruby Keeler
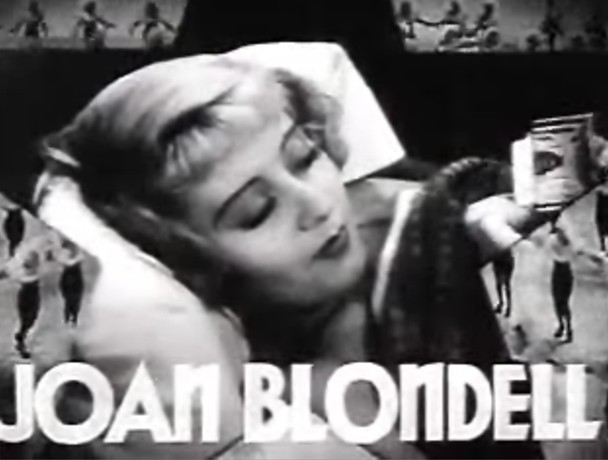
Joan Blondell
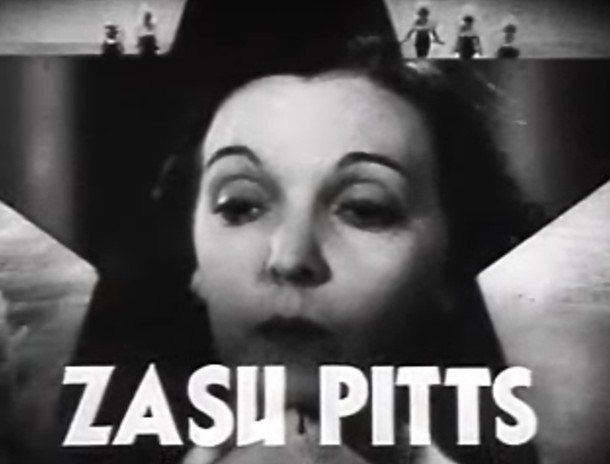
ZaSu Pitts
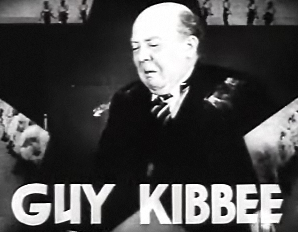
Guy Kibbee
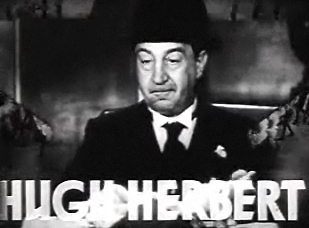
Hugh Herbert